# Urirotstock
Urirotstock är ett berg i Schweiz.   Det ligger i kantonen Uri, i den centrala delen av landet, 80 km öster om huvudstaden Bern. Toppen på Urirotstock är 2 928 meter över havet, eller 646 meter över den omgivande terrängen. Bredden vid basen är 11,6 km.
Terrängen runt Urirotstock är huvudsakligen mycket bergig. Närmaste större samhälle är Altdorf, 8,4 km öster om Urirotstock. 
I omgivningarna runt Urirotstock växer i huvudsak blandskog. Runt Urirotstock är det ganska glesbefolkat, med 47 invånare per kvadratkilometer.